# Мегура (Телеорман)
Мегура (рум. Măgura) — село у повіті Телеорман в Румунії. Адміністративний центр комуни Мегура.
Село розташоване на відстані 72 км на південний захід від Бухареста, 7 км на північний схід від Александрії, 130 км на схід від Крайови.

## Населення
За даними перепису населення 2002 року у селі проживали 2002 особи. Усі жителі села рідною мовою назвали румунську.
Національний склад населення села:
| Національність | Кількість осіб | Відсоток |
| -------------- | -------------- | -------- |
| румуни         | 1955           | 97,7%    |
| цигани         | 47             | 2,3%     |